# Bronisław Kubiak
Bronisław Kubiak (ur. 12 maja 1926 roku w Zgierzu, zm. 31 marca 2020 w Łodzi) – harcerz, harcmistrz.

## Działalność harcerska

### Pierwsze kroki w harcerstwie
W roku 1937 wstąpił do 6 Zgierskiej Drużyny Harcerzy im. Leopolda Lisa-Kuli. W drużynie był podzastępowym.

### II wojna światowa
Na początku wojny pomagał rannym żołnierzom w szpitalu polowym (utworzonym 
w starej szkole żydowskiej) – przynosił tam posiłki, ubrania, bandaże. Aby uniknąć wysiedlenia do Generalnego Gubernatorstwa, podjął pracę w niemieckiej fabryce drutu przy ul. Dąbrowskiego 33. Był świadkiem egzekucji na 100 polskich obywatelach za zabicie dwóch Gestapowców (miejsce zbrodni do dziś nazywa się Placem Stu Straconych).
11 listopada 1942 roku zorganizował tajny apel upamiętniający Święto Niepodległości. Tego też dnia zaczął myśleć o zorganizowaniu sabotażu przeciwko Niemcom.

#### „Brzask”
Bronisław Kubiak wraz ze swoim przyjacielem Zenonem Przepiórskim postanowili stworzyć TOM (Tajną Organizację Harcerską).
20 marca 1943 roku, w rocznicę rozstrzelania Polaków przez Gestapo, odbyła się pierwsza zbiórka Organizacji. Program Organizacji zakładał: 
- krzewienie patriotyzmu,
- sabotaż,
- przysposobienie wojskowe,
- propagandę,
- samokształcenie,
- kontakty zewnętrzne.

Dnia 23 kwietnia 1943 roku (dzień Zmartwychwstania Pańskiego) wszyscy członkowie organizacji złożyli uroczystą przysięgę. Od tego momentu „Brzask” zaczął działać. Sabotaż „Brzasku” przybierał różne formy. Jedną z nich było wyłączanie prądu dla pewnego obszaru, w którym znajdowała się większa część fabryk, innym sposobem na spowolnienie pracy dla Niemców było niszczenie surowców, półproduktów i elementów maszyn, na których były wykonywane poszczególne etapy obróbki tworzywa.
W drugiej połowie 1943 roku „Brzask” wstąpił do Szarych Szeregów.
18 stycznia 1945 roku „Brzask” zakończył swoją działalność.

### Lata Powojenne
W 1945 roku brał udział w kursie drużynowych w Grotnikach. Pod koniec tego roku Bronisław Kubiak reaktywował Hufiec Zgierz. Powstały 4 drużyny, w jednej z nich objął funkcję drużynowego. Po pewnym czasie przekazał hufiec Eugeniuszowi Zaczyńskiemu.
By pozyskać środki potrzebne drużynie, stworzył ze swoimi harcerzami teatrzyk kukiełkowy, cieszący się dużą popularnością wśród mieszkańców Zgierza.
W kwietniu 1946 roku brał udział w Zlocie ZMP „Trzymamy straż nad Odrą” w Szczecinie. W wieku 20 lat był komendantem kursu drużynowych w Przygłowiu. W roku 1950 odszedł z ZHP, aby powrócić do niego po około 7 latach.

### Powrót do harcerstwa
W 1956 r. brał udział w zjeździe łódzkim. Jako jedyny nie podpisał uchwały przedstawionej przez J. Kuronia o zwierzchnictwie PZPR nad ZHP. Tego samego roku utworzył drużynę przy Szkole Powszechnej nr 1 w Zgierzu (przy tej samej szkole znajdowała się 6 ZDH). Podczas gdy jego drużyna rozwijała się, w lipcu 1957 roku Bronisław Kubiak prowadził kurs zastępowych. Tego samego roku stworzył pierwszą w Zgierzu drużynę koedukacyjną. W tym samym czasie prowadził szczep i był członkiem komendy hufca. We wrześniu 1959 roku zakończył harcerską służbę w Hufcu Zgierz. Przeprowadził się do Łodzi.

### Nowy Hufiec
W Łodzi poznał swoją żonę Krystynę. Za namową przyjaciółki podjął służbę w Hufcu Łódź – Polesie. Został przyjęty w skład komendy hufca. W 1964 roku przeprowadził kurs drużynowych na Orawie (w miejscowości Matonogi). W tym samym roku uczestniczył w Zjeździe ZHP, podczas którego odwrócono się od „metod kuroniowych”. 5 lipca 1983 roku otrzymał Złoty Krzyż „Za Zasługi dla ZHP”.